# Horsarrieu
Horsarrieu település Franciaországban, Landes megyében. Lakosainak száma 706 fő (2022. január 1.). Horsarrieu Audignon, Doazit, Dumes, Hagetmau és Sainte-Colombe községekkel határos.

## Népesség
A település népességének változása:
| Lakosok száma | 447  | 567  | 634  | 629  | 661  | 689  | 687  | 694  | 698  | 706  |
|               | 1968 | 1982 | 1990 | 2006 | 2013 | 2015 | 2017 | 2019 | 2020 | 2022 |